# Csantavér
Csantavér (szerbül: Чантавир, Čantavir, illetve horvátul: Čantavir) település a Délvidéken, napjainkban Szerbiában, a Vajdaság északi részén, az Észak-bácskai körzetben, Szabadkától délkeleti irányban található.
Csantavér 92,4%-a vallotta magát magyarnak a legutóbbi népszámlálás alkalmával (2002), és ezzel az aránnyal Csantavér az egyik leghomogénebb, viszonylag nagy magyar településnek számít a Délvidéken.

## Története
A falu első említése Mátyás király nevéhez fűződik, aki 1462. február 16-án az akkor Csongrád vármegyei „CHONTAFEYER” falut édesanyjának, Szilágyi Erzsébetnek adományozta.
A mohácsi vészt (1526) megelőzően, Csantavér rendszeresen szerepel a Csongrád vármegyei dézsmajegyzéken Chontafeyer néven.
Az Oszmán Birodalom 1543-ban átszervezte a magyar közigazgatást, és a település a Szegedi járáshoz került. A török idők alatt Csantavér és környéke fokozatosan elnéptelenedett, illetve csak gyér délszláv népesség lakott a környéken, amely a Balkánról húzódott fel az elmenekült magyar lakosság helyére. A zentai csata (1697) után Csantavért már csak puszta néven említik.
Amikor 1779-ben Szabadka elnyeri a szabad királyi város címet, az adománylevél ötödik pontja többek között arra kötelezi a város vezetőségét, hogy telepítsék be a hozzá tartozó „pusztákat”, közöttük Csantavér-pusztát is.
1783-ban a falunak már saját pecsétje van, „SIGILLUM POSSESSIONIS CSANTAVÉR 1783” felirattal.
Az első világháború végéig, illetve a trianoni békeszerződésig, Csantavér Bács-Bodrog vármegyéhez, illetve a Topolyai Járáshoz tartozott. Délvidék visszacsatolását követően 1941-1944 között újra Magyarország része volt.

## Népesség
Csantavér népességét többségében magyarok alkotják, lakosságának nemzetiségi arányait nézve az egyik leghomogénebb magyar település az egész Délvidéken. A legutóbbi népszámlálási adatok szerint (2002) összesen 7178 lakosa volt a falunak, ebből 6632 (92,4%) volt a magyarok száma. A második legszámosabb népcsoportot a cigányok alkotják (232), akiknek döntő többsége szintén magyarul beszél. 115 csantavéri nem nyilatkozott nemzeti hovatartozásáról. Egyéb nemzetiségek: szerbek 54, jugoszlávok 51, horvátok és bunyevácok 46, egyéb 48. A népesség létszáma folyamatosan fogyó tendenciát mutat, 1945 óta.
A népesség alakulása 1945-től napjainkig
|  |

A csantavériek túlnyomó többsége római katolikus, azonban kisebb vallási közösségek is megtalálhatók a településen, például a baptista gyülekezet is működik.
Az első világháború után, a békeszerződés megszegésével, szerb, illetve jugoszláv rendeletre, a zömében magyarok által lakott Csantavér közvetlen közelében két kisebb települést hoztak létre, Bačko Dušanovo, illetve Višnjevac névvel. Ezeknek a falvaknak kezdetben szinte kizárólag szerb telepes lakossága volt. Bačko Dušanovo azonban mára már gyakorlatilag egybenőtt Csantavérrel és mivel a jóval nagyobb magyar falu lakosai közül többen a közeli szerb településen jutottak telekhez, ma már Bačko Dušanovon is a magyarok alkotnak többséget. A Vajdasági Magyar Nemzeti Tanács határozata alapján Bačko Dušanovónak hivatalos magyar neve is lett: Zentaörs. Višnjevacon a legnagyobb nemzeti közösség továbbra is a szerbeké, de már itt sem alkotnak abszolút többséget (47%), a magyarok száma pedig meghaladja a 35%-ot (összesen 224 személy). A falu hivatalos magyar elnevezése Meggyes.
Amikor 1941-ben Bácska ismét Magyarországhoz került, a trianoni szerződés (1920) után betelepített szerb „önkéntes” (dobrovoljac) lakosságnak el kellett hagynia Magyarországot. Helyükre 208 székely családot telepítettek Józseffalváról. 1944-ben a Bukovinából érkezett székelyeknek el kellett hagyniuk Bácskát. Akik túlélték az üldöztetést, főleg a Tolna vármegyei Kakasdon telepedtek le az onnan kitelepített svábok helyére.

## Gazdaság
A fő foglalkozási ág a mezőgazdaság. Az egy főre jutó szarvasmarha állomány itt a legnagyobb egész Szerbiában. Mezőgazdasági termékeiket a kistermelők főleg a közeli Szabadkán, Zentán, illetve Topolyán értékesítik. Többen állnak munkaviszonyban az említett városok gyáraiban és vállalatainál.

## Látnivaló
Csantavér monumentális katolikus temploma már messziről látható a bácskai rónaságon. A plébániát még 1785-ben alapították. A falu korábbi templomát lebontották, és a helyén építették fel – 1929-ben – az új, a római bazilikákra emlékeztető, neoromán stílusú, hatalmas Páduai Szent Antalnak szentelt, három kupolás templomot. Központi része 42 méter magas, alaprajza kereszt alakú, 47,5 méter hosszú, 34,5 méter széles, harmonikus építészeti egységet képez.

## Neves emberek
Itt születtek:
- Törley József (1858–1907) pezsgőgyáros[5]
- Hajagos Károly (1884–1955) magyar színész, operaénekes (bariton)
- Matuska Szilveszter (1892–1945) kereskedő, a biatorbágyi merénylet elkövetője, akit Csantavéren láttak élve utoljára[6]
- Petkovics Kálmán (1930–) vajdasági magyar újságíró
- Földi László (1956–) színész
- Horváth-Kávai Árpád (1973–), a vajtai Golgota Teológiai Főiskola rektora

Neves lakói:
- Csornai Richárd (1903–1984) ornitológus
- Dér Henrietta (1986–), a Megasztár felfedezettje, a Sugarloaf együttes volt énekesnője
- Utasi Árpád (1993–) mesemondó, a Csillag születik első győztese
- Szokolay Leó